# Teurnia

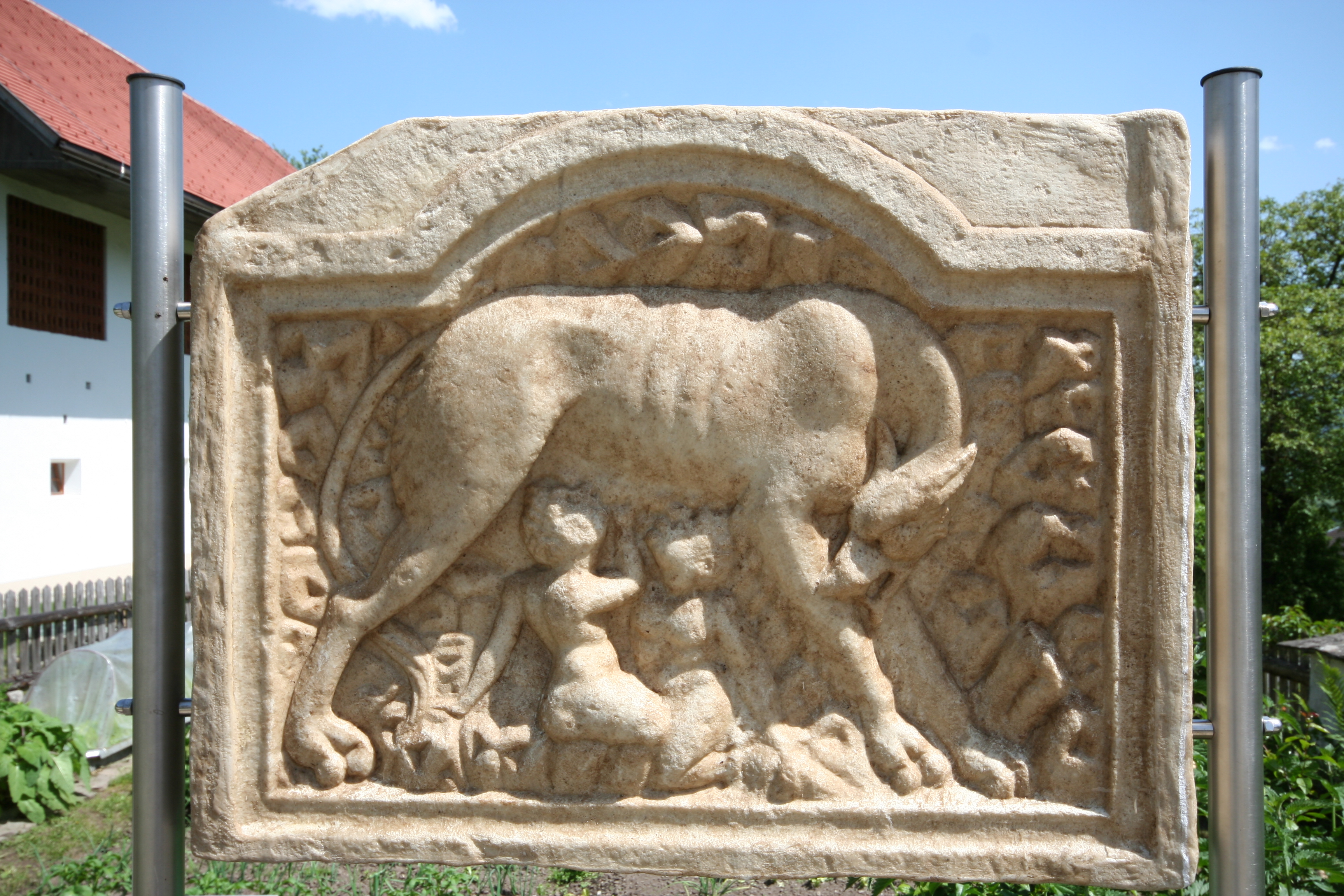
Pietra romana a Teurnia

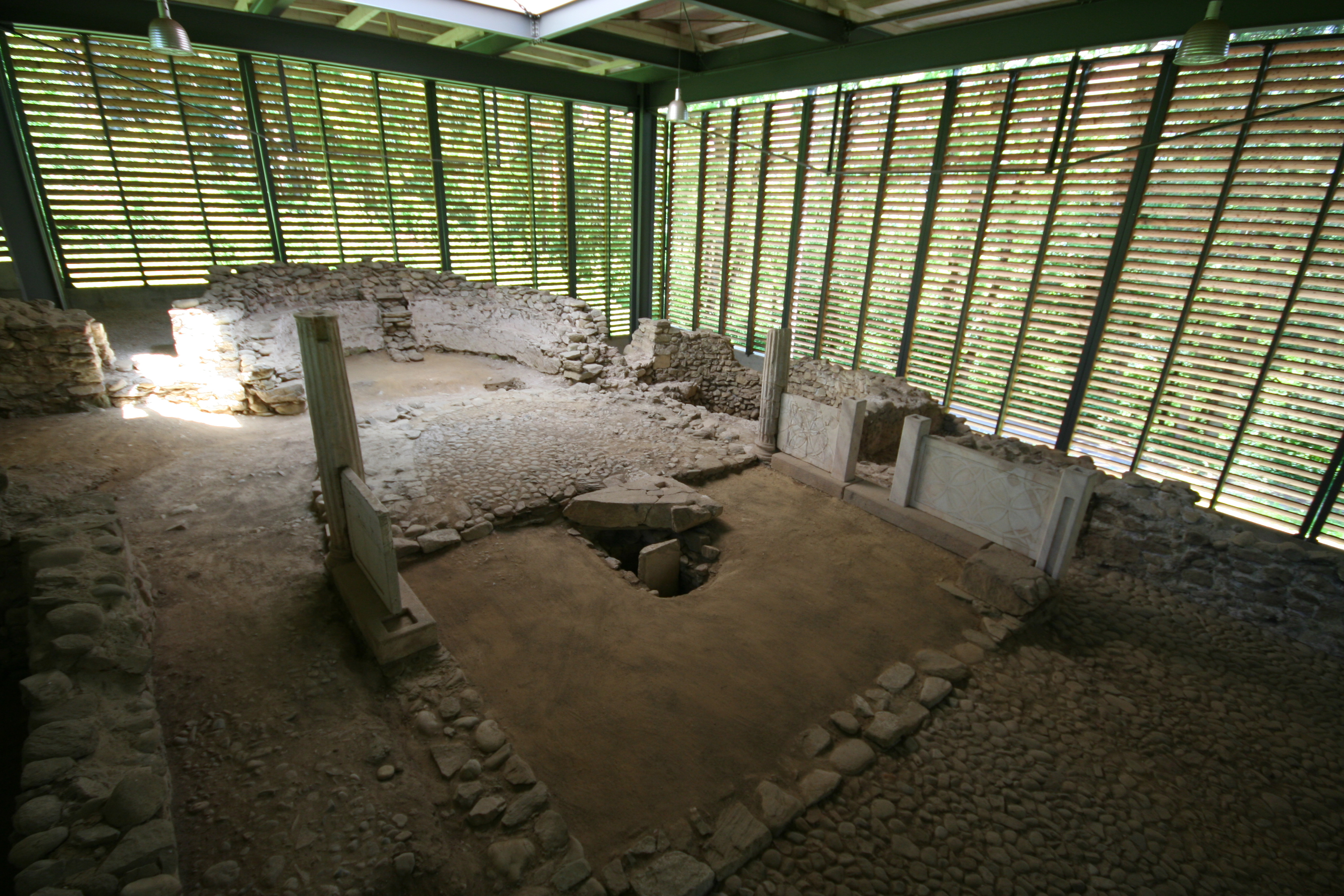
Chiesa del vescovo di Teurnia.

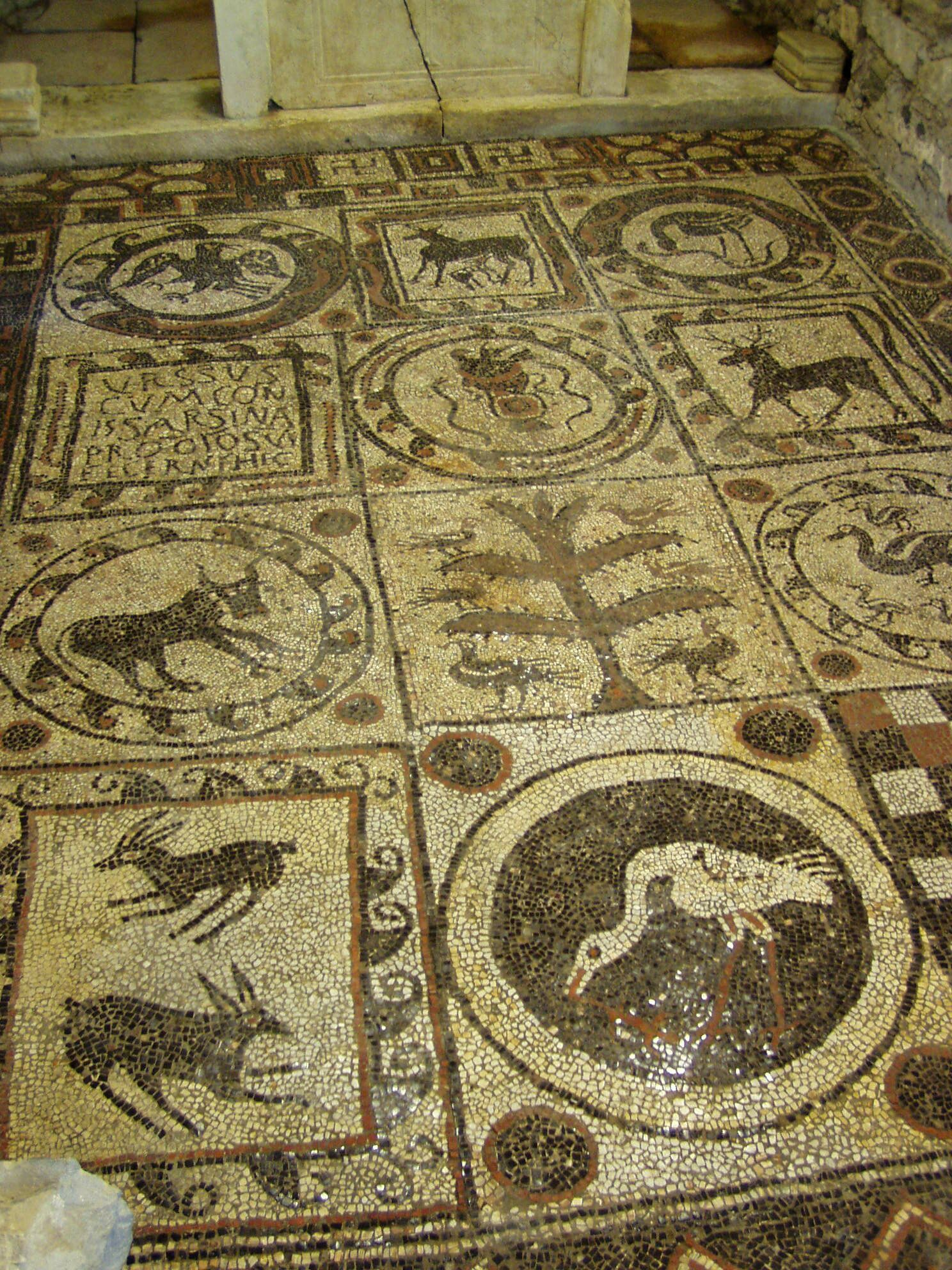
Mosaico situato nella "Chiesa del cimitero", scoperto nel 1908

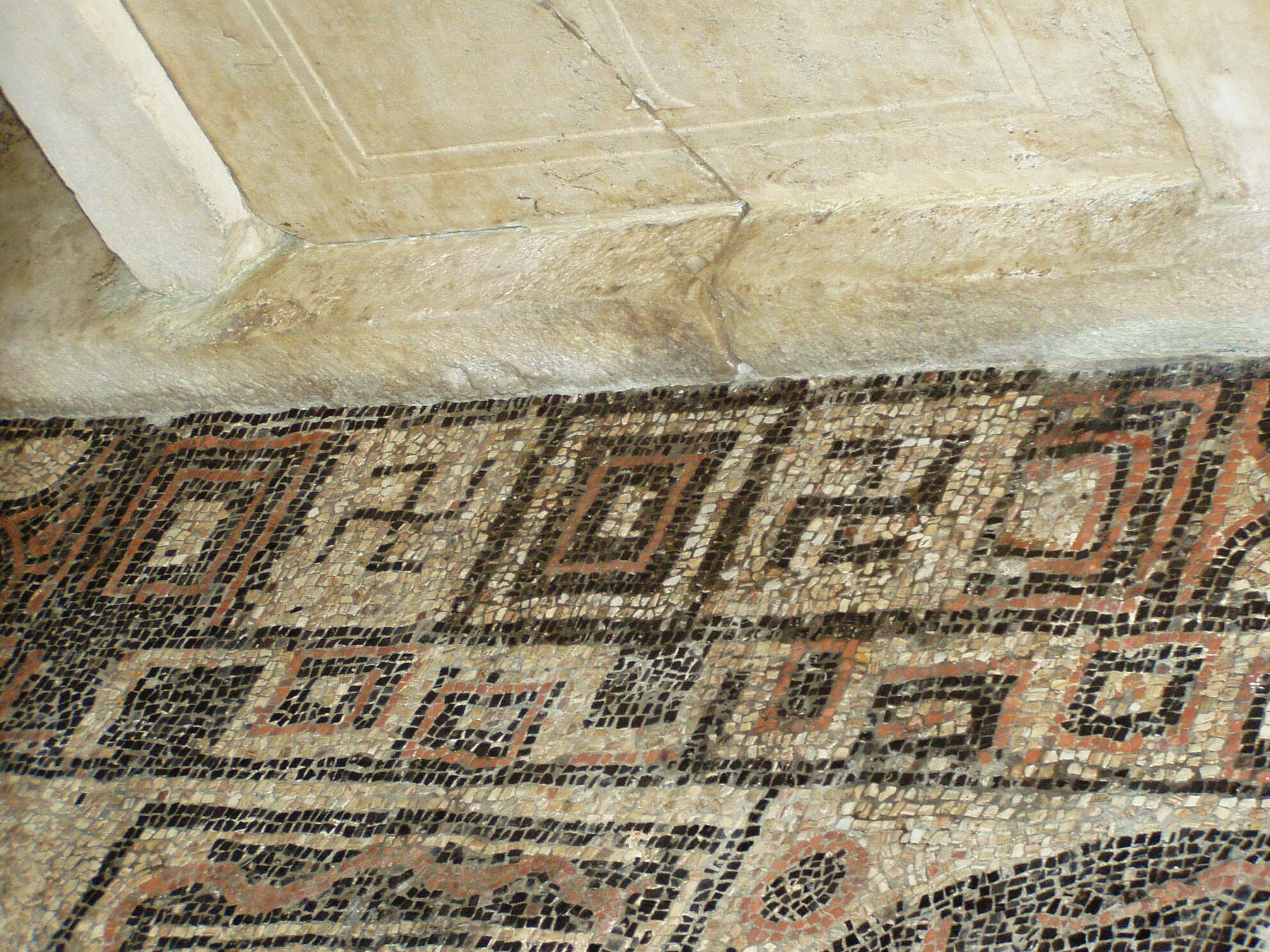
Mosaico dell'altare

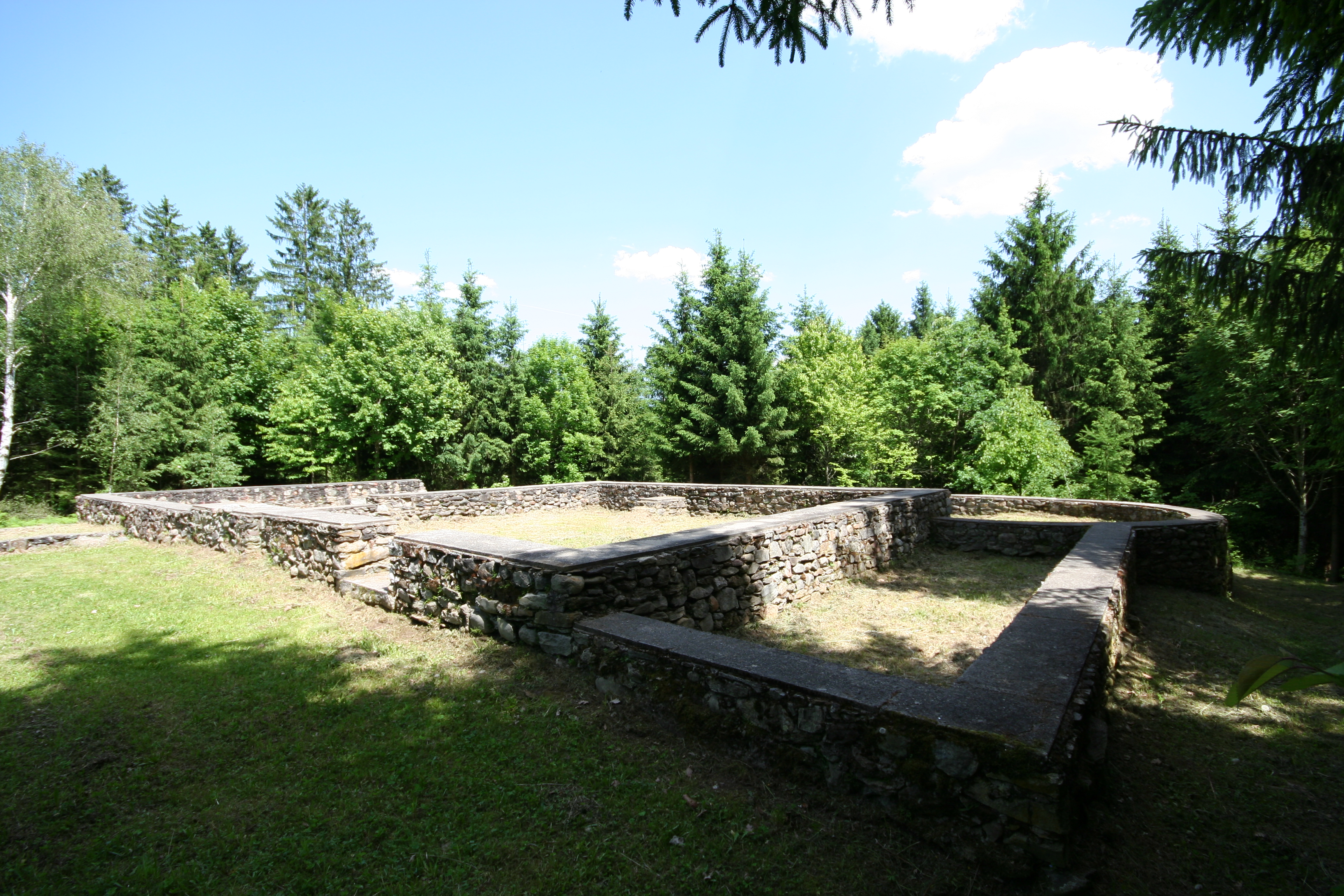
Resti di una villa a Teurnia

Il municipium di Teurnia (in seguito chiamata anche Tiburnia) fu una città romana situata in Carinzia occidentale, in Austria. Nella tarda antichità fu anche sede vescovile, e verso la fine del periodo romano fu trasformata in capitale della provincia di Noricum mediterraneum. Oggi Tiburnia è una sede titolare arcivescovile della Chiesa cattolica con il nome di Tiburnia.

## Storia
L'antica Teurnia si trovava su una collina boscosa presso il villaggio di St. Peter-in-Holz, nel comune di Lendorf, valle di Lurnfeld, quattro chilometri ad ovest di Spittal an der Drau nell'Alta (ovvero occidentale) Carinzia, Austria. Nel 1100 a.C. le persone abitavano la collina Holzerberg, che era anche il centro del popolo celtico dei Taurisci. Prima del 50 d.C. fu costruita la città romana con un forum, una basilica, un tempio,  le terme romane o bagni pubblici, case su terrazze ed un tempio dedicato a Granno, la controparte celtica di Asclepio, dio della medicina e della salute, ma chiamato a Teurnia Grannus Apollo. Solitamente i romani spostavano in basso gli insediamenti posti in cima alle colline, con l'eccezione dell'oppidum di Teurnia nella regione tribale degli Ambidravi, dove furono anche conservati gli antichi toponimi.
Teurnia fu uno dei centri abitati più popolosi di Norico, con - nel suo periodo di punta - una popolazione di 30 000 abitanti. Verso la fine dell'impero la popolazione diminuì, le persone abbandonarono le case terrazzate, ed i pendii non più utilizzati per l'agricoltura furono adibiti a cimiteri. Nello stesso periodo sorsero le mura che circondavano la cima della collina, formate da materiale preso dalle case abbandonate.
Già nel IV secolo Teurnia era una città cristiana, e sede vescovile fino al declino che culminò nel 610. Grazie al vita Severini scritto da Eugippio nel 511, sappiamo che Severino, "apostolo a Norico", era in contatto con un vescovo di Tiburnia/Teurnia di nome Paulinus. A partire dal fatto che Paulinus scrisse lettere di ammonimento alle comunità che formavano questa diocesi, possiamo capire che era l'arcivescovo metropolita della provincia. Quindi Teurnia potrebbe aver veramente preso il posto di Virunum  come capitale durante il periodo delle migrazioni. L'ultima citazione della città e della diocesi di Tiburnia risale al 591, in una lettera dei vescovi veneti e retici.

## Scavi
La collina di Holzerberg era un luogo famoso per i ritrovamenti archeologici già nel Medioevo. Molti reimpieghi degli edifici risalgono a quel periodo. L'interesse per i reperti romani aumentò durante il Rinascimento, ma ci volle molto tempo prima che le rovine fossero identificate con la Teurnia o la Tiburnia note nelle fonti antiche. Gli scavi professionali iniziarono con la casuale scoperta della chiesa del cimitero nel 1908. Il mosaico di colui che la commissionò, il praeses o il governatore Ursus, nella cappella posta a destra della basilica a tre navate, è in perfetto stato di conservazione. Tramite dodici immagini, il mosaico raffigura simboli cristiani, mitologici e biblici, oltre al nome di Ursus e della moglie Ursina.
Nel 1984 fu scoperta la chiesa vescovile protocristiana, che oggi è stata coperta ed aperta ai visitatori. Le mura della chiesa sono ben conservate, alte due metri e coperte da numerosi murales. Gli scavi furono condotti anche lungo il lato meridionale della chiesa, dove furono dissepolti una tavola di marmo e parti di una croce. Le prime ipotesi erano che la chiesa del vescovo si trovasse sotto all'odierna chiesa parrocchiale, ma dai più recenti studi Franz Glaser, incaricato degli scavi a Teurnia, ha dedotto che la vera posizione è lungo le mura cittadine occidentali. La chiesa episcopale fu costruita all'inizio del V secolo ed un secolo dopo, dopo un incendio devastante, fu ricostruita con uno stile da basilica, tre navate e tre absidi. Analogamente alla situazione di Hemmaberg in Bassa (orientale) Carinzia, anche qui la chiesa episcopale potrebbe essere stata usata dai cattolici, mentre gli ariani utilizzarono la chiesa del cimitero per le loro funzioni.
Nel villaggio centrale di St. Peter-in-Holz si trova un recente Museo Römer, in cui sono esposti numerosi artefatti provenienti dalla città di Teurnia. Nelle vicinanza si trova una villa romana, di cui resta in piedi solo l'ipocausto a forma di Y. Vicino alla chiesa episcopale si trova l'hospitium, la casa degli ospiti del vescovo, ma per proteggerla dal tempo è stata sepolta di nuovo. Altri scavi si stanno svolgendo sul posto.

## Mosaici di Teurnia

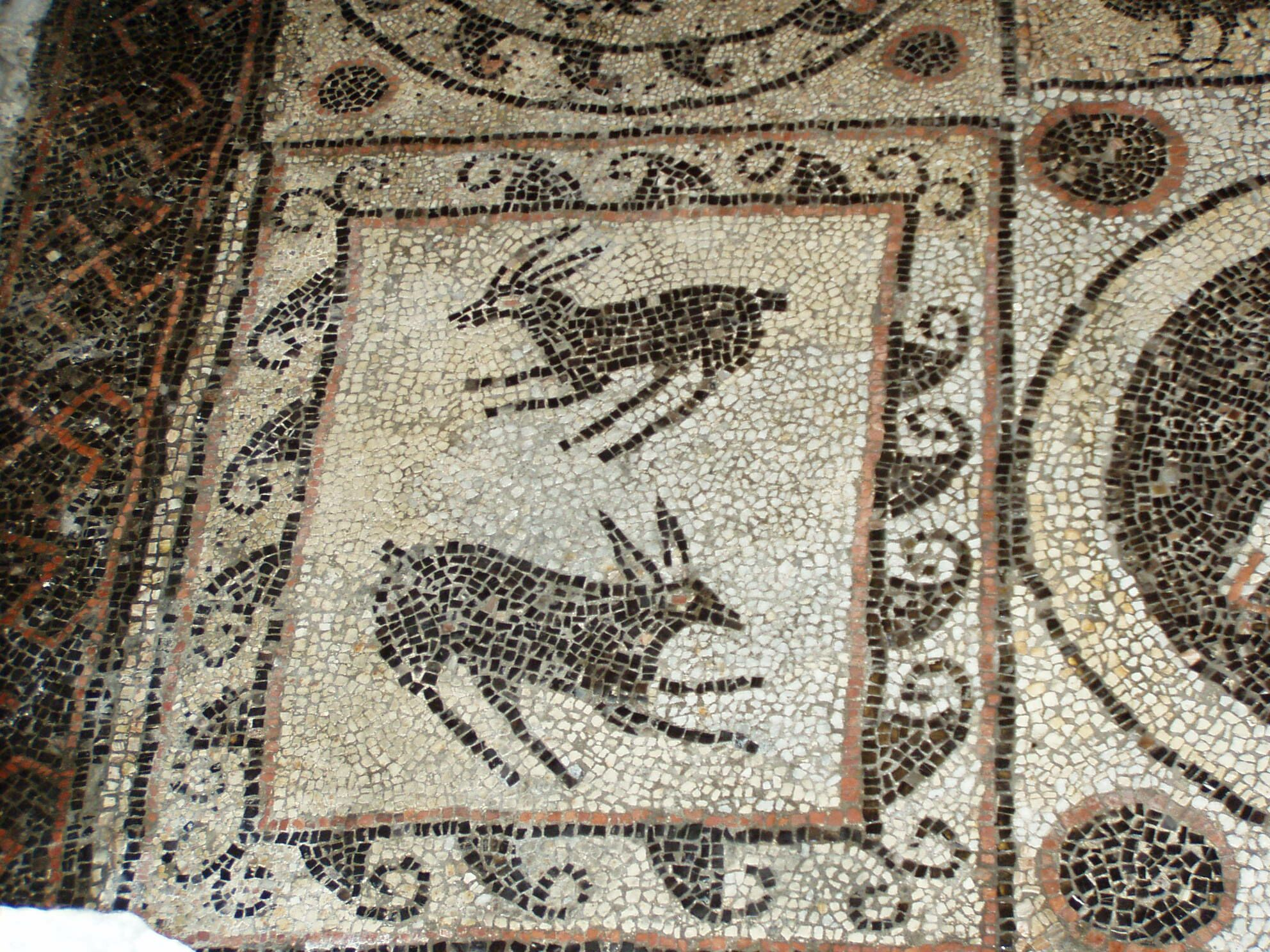
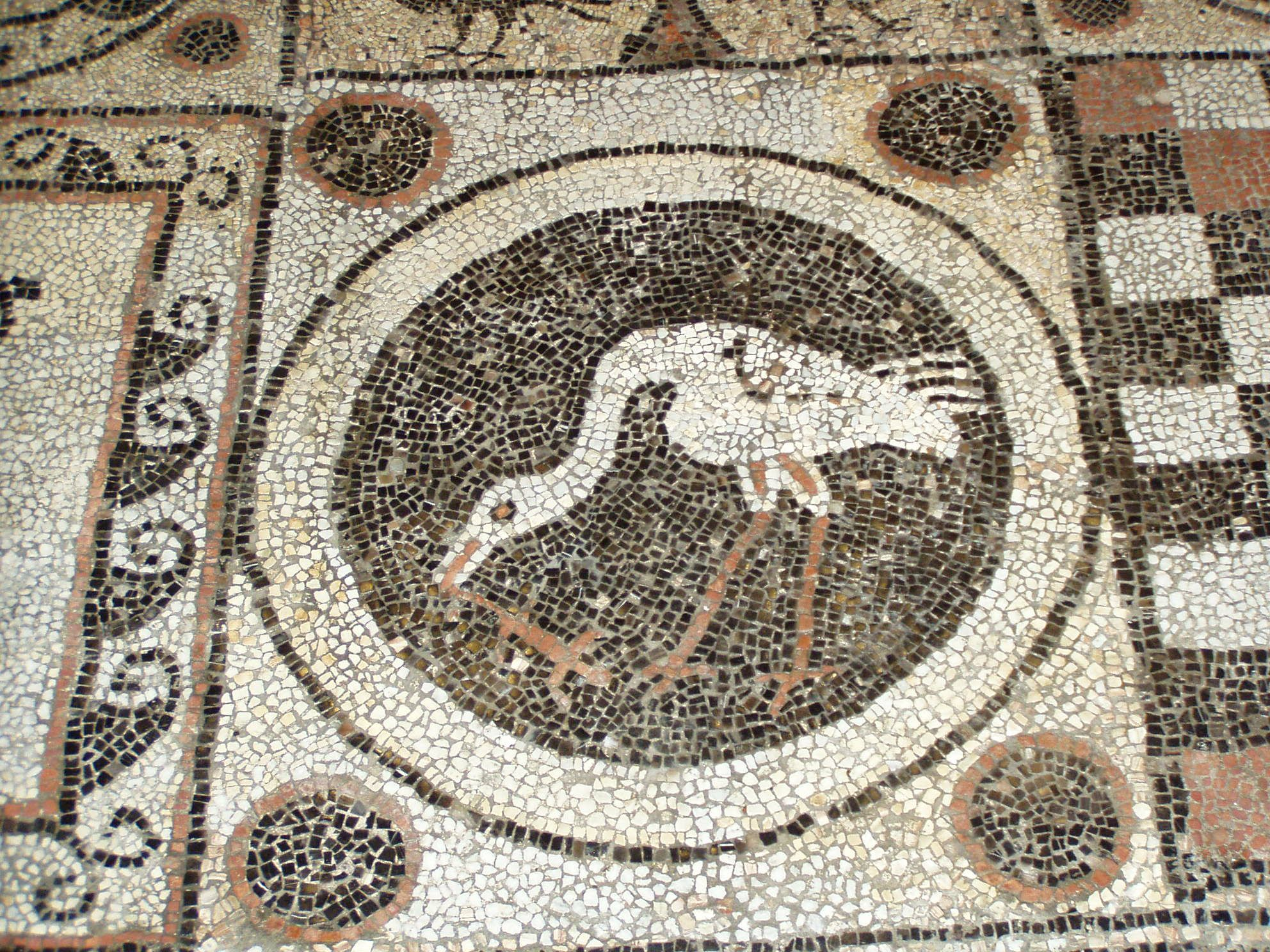
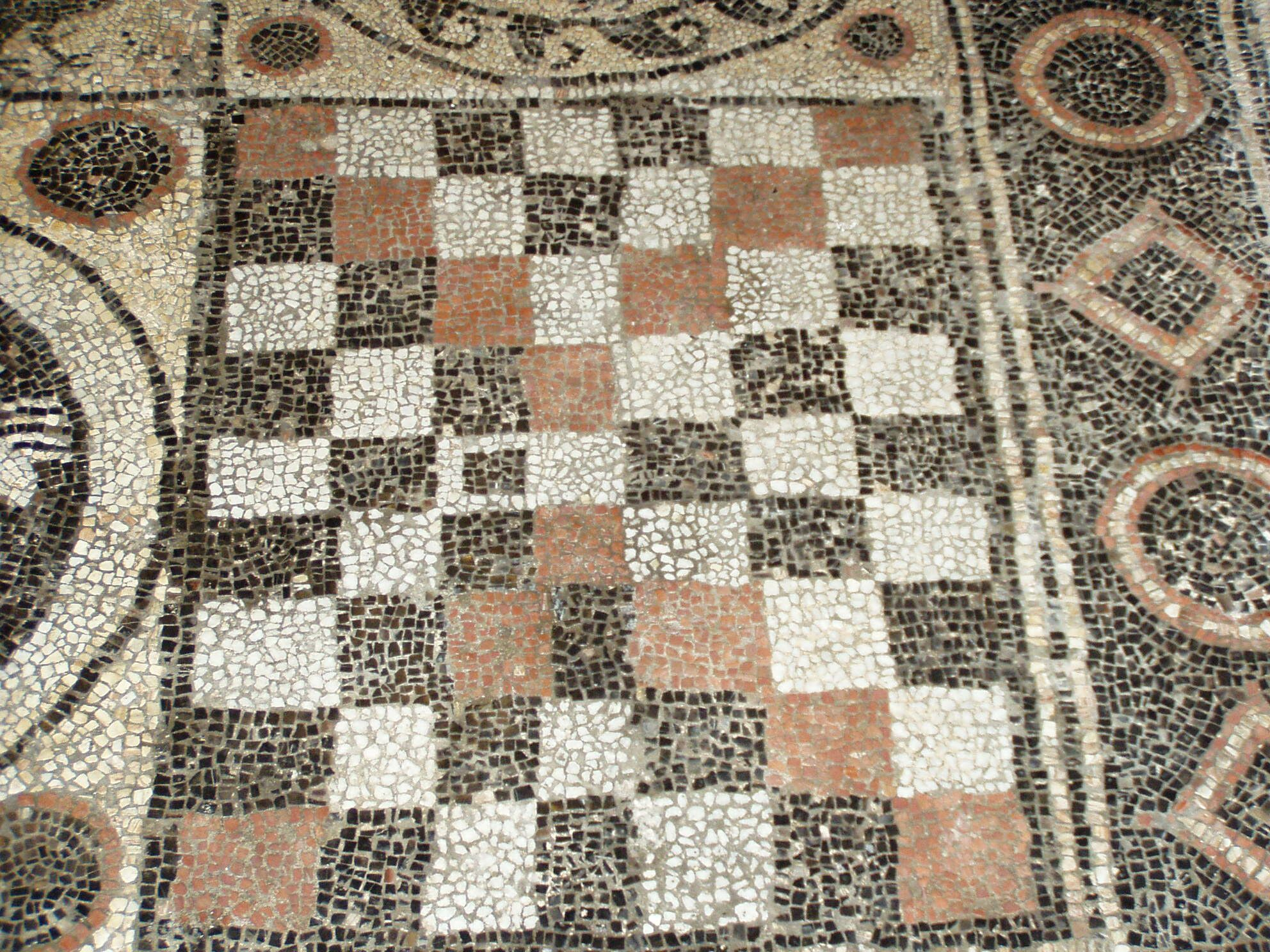
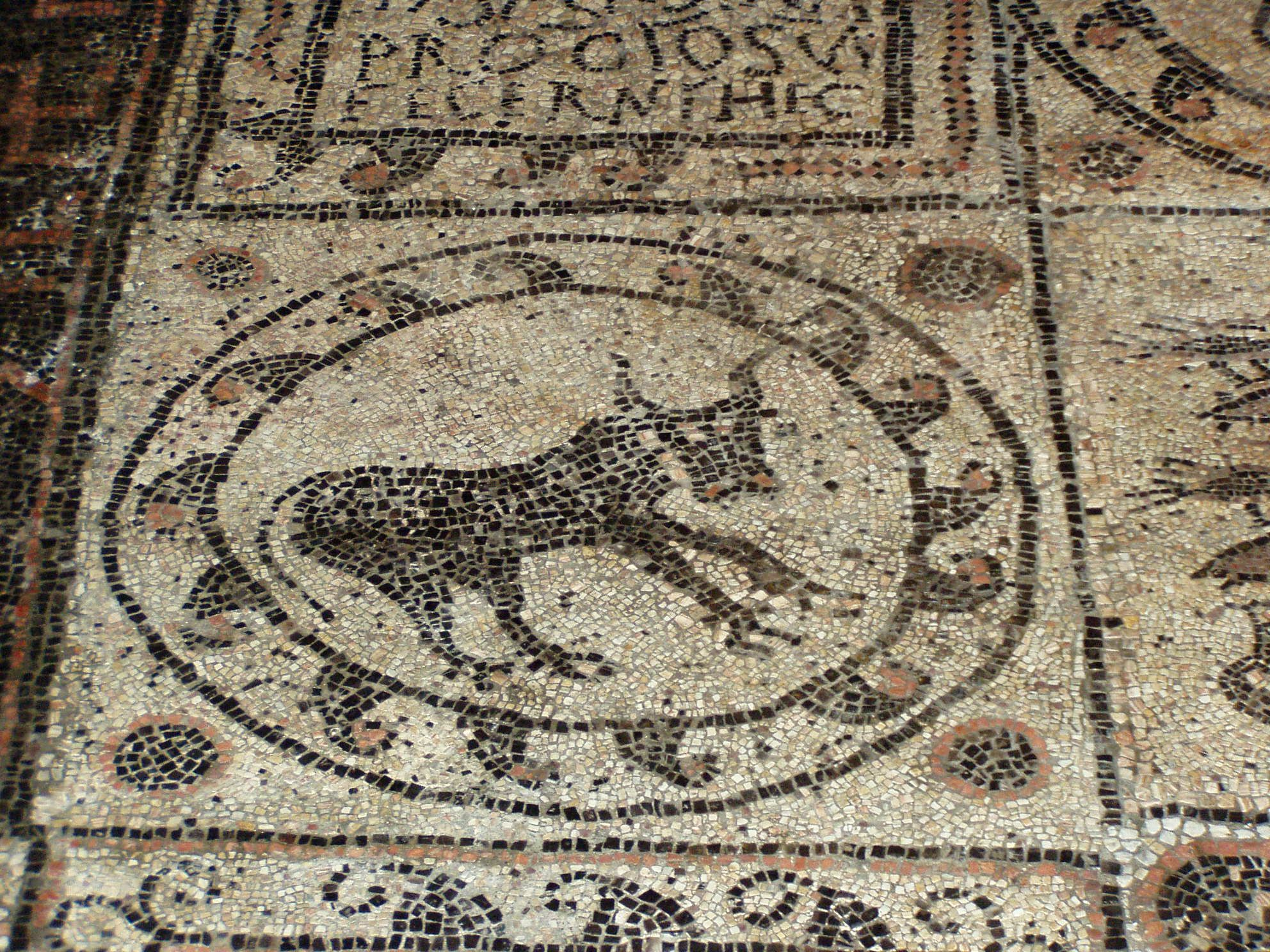
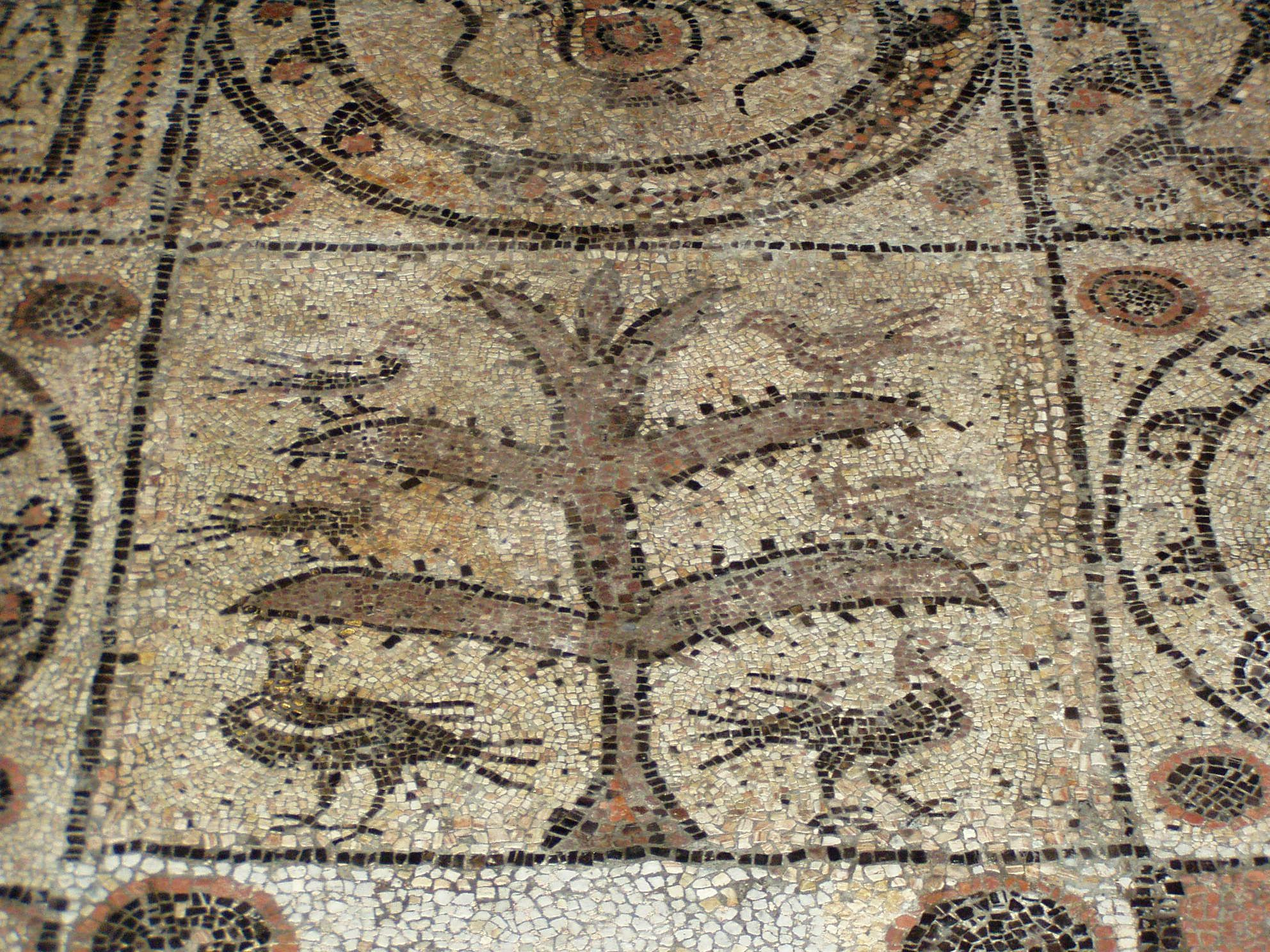
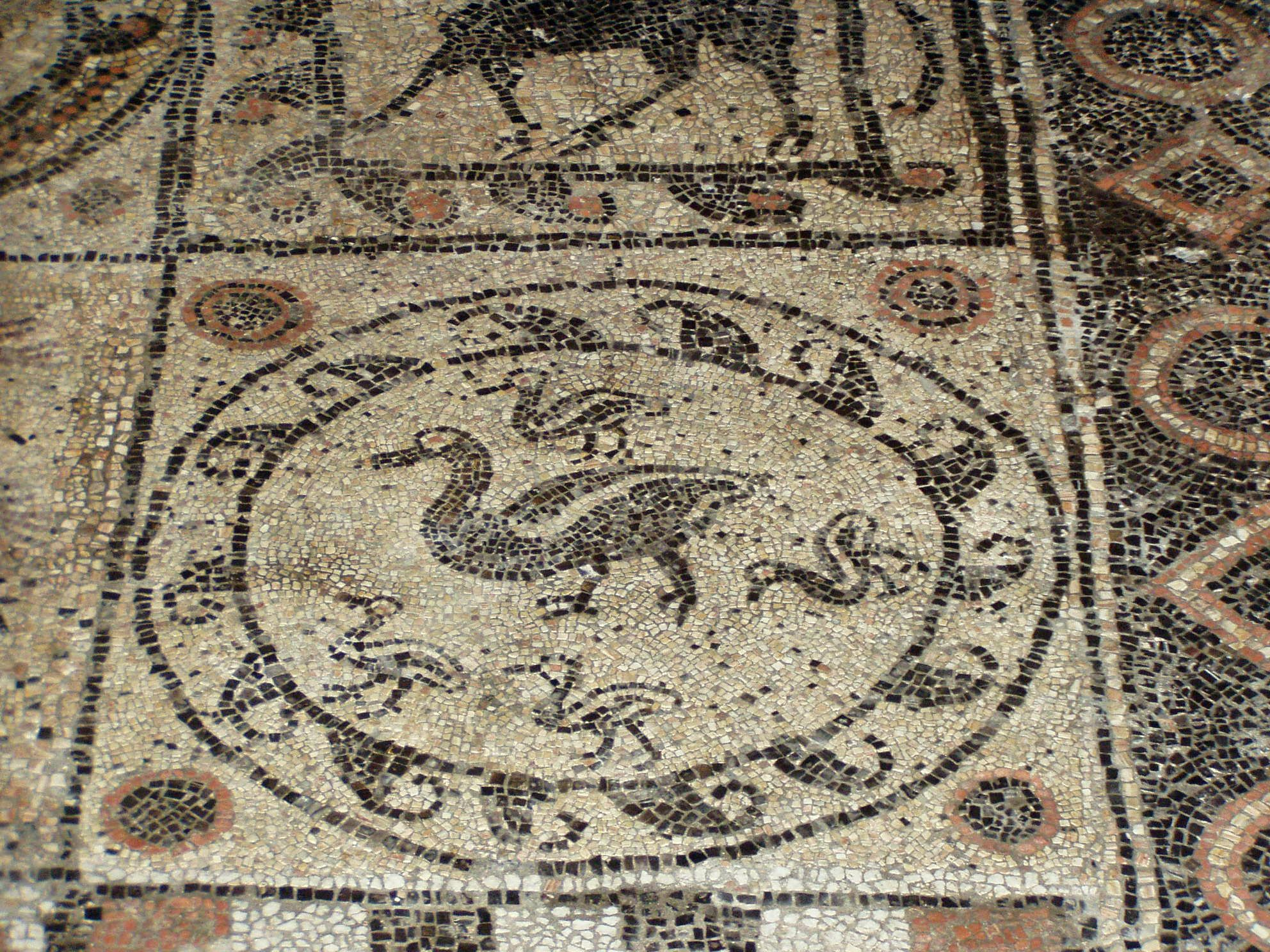
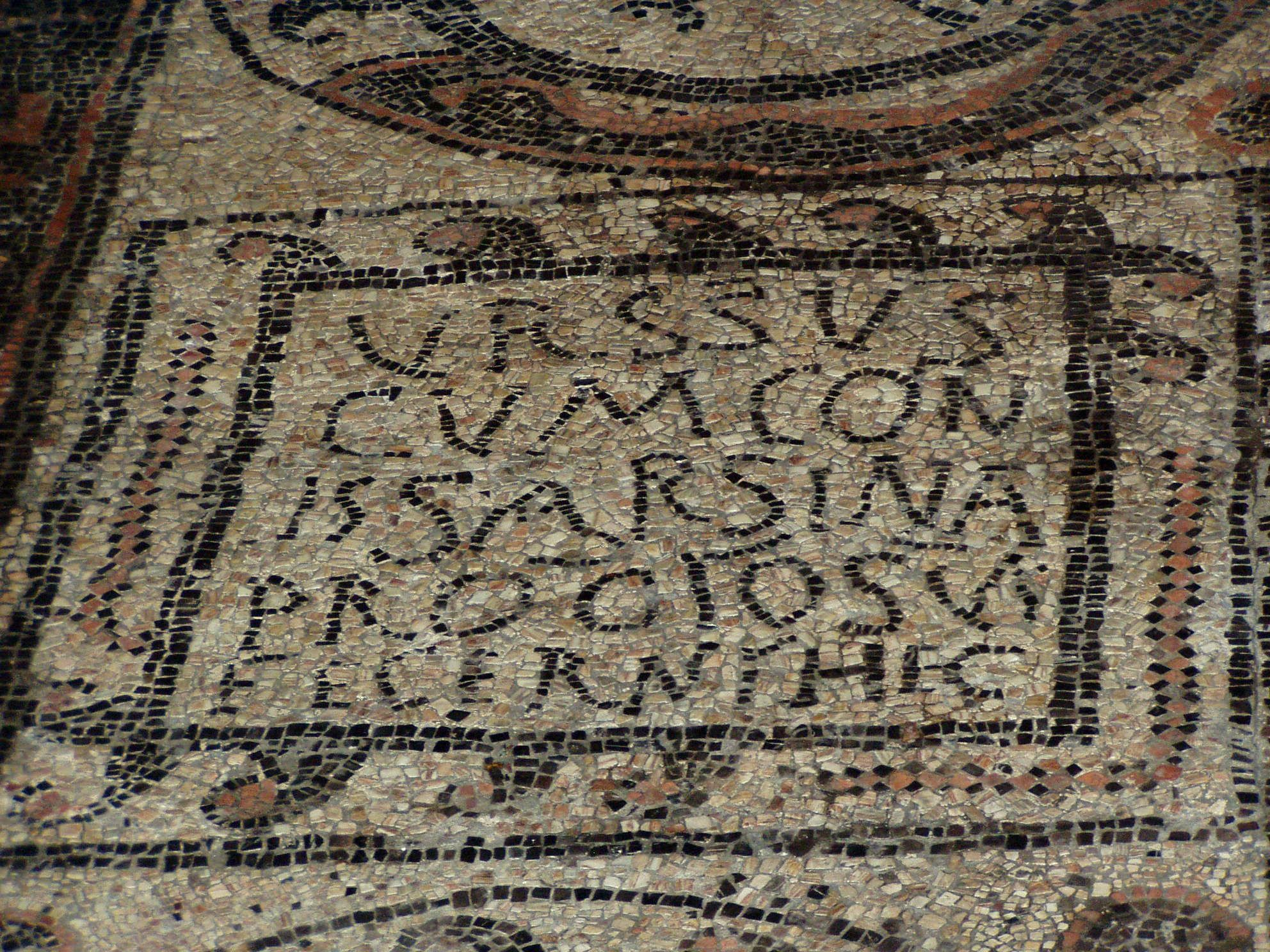
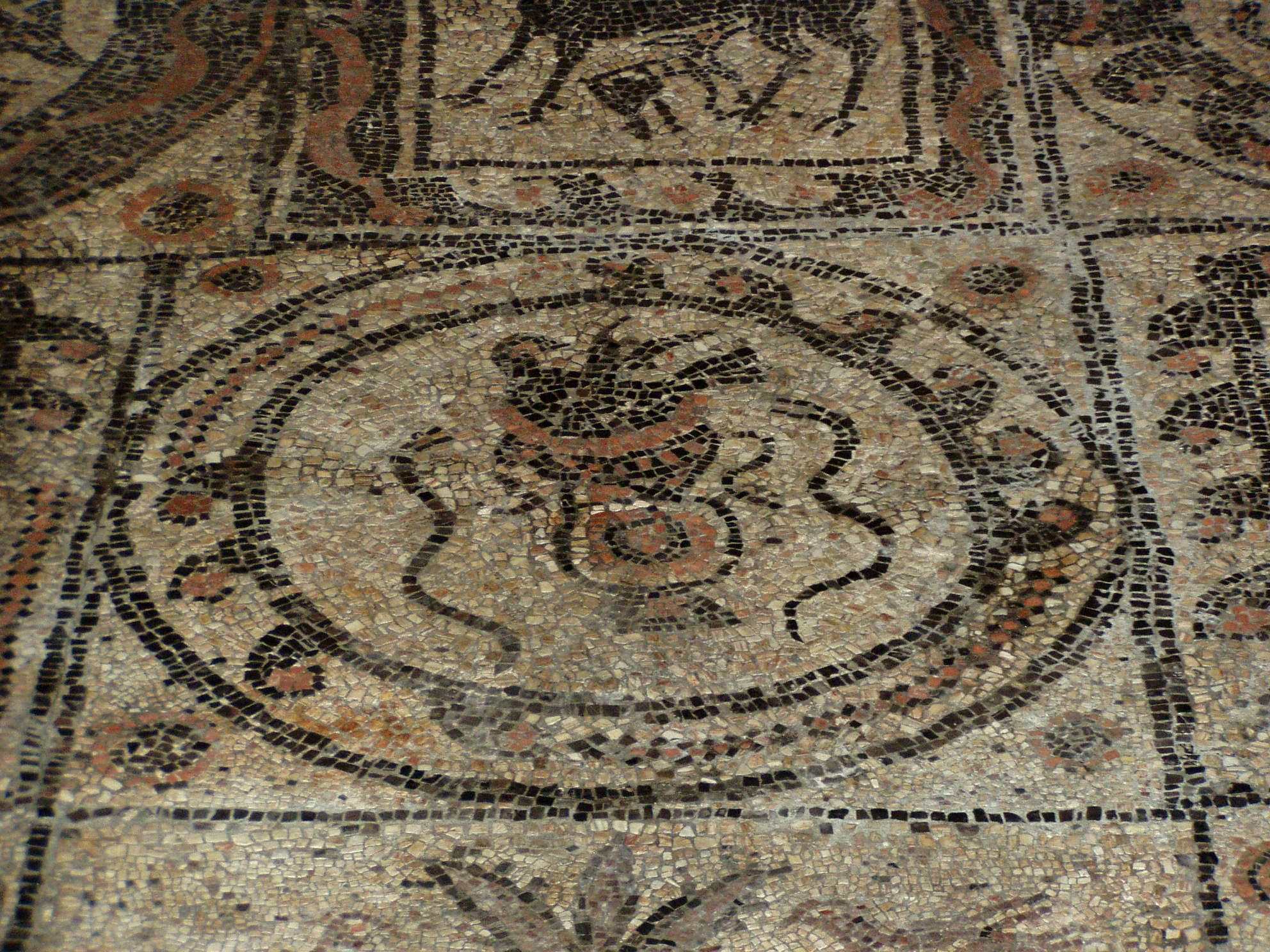
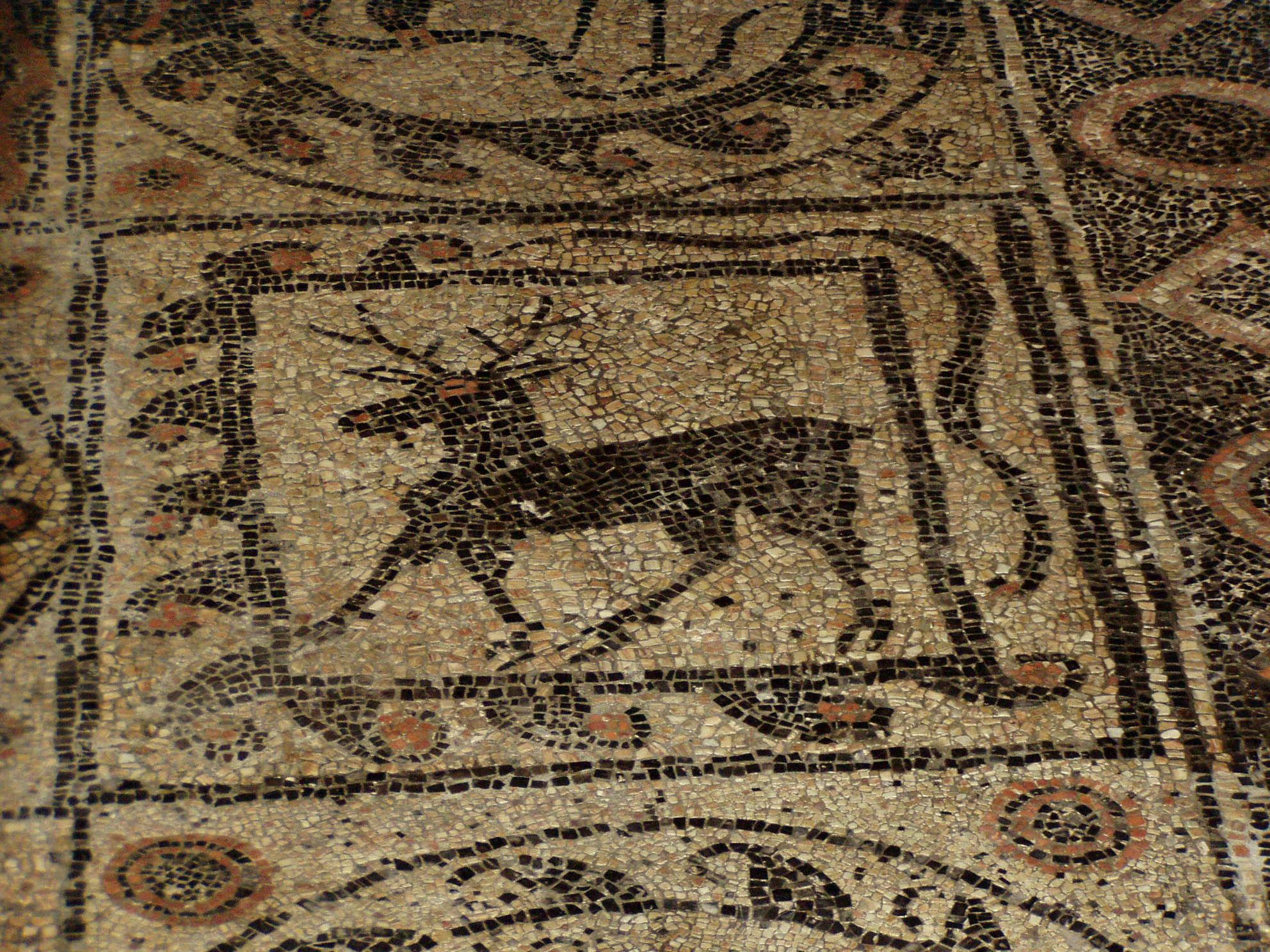
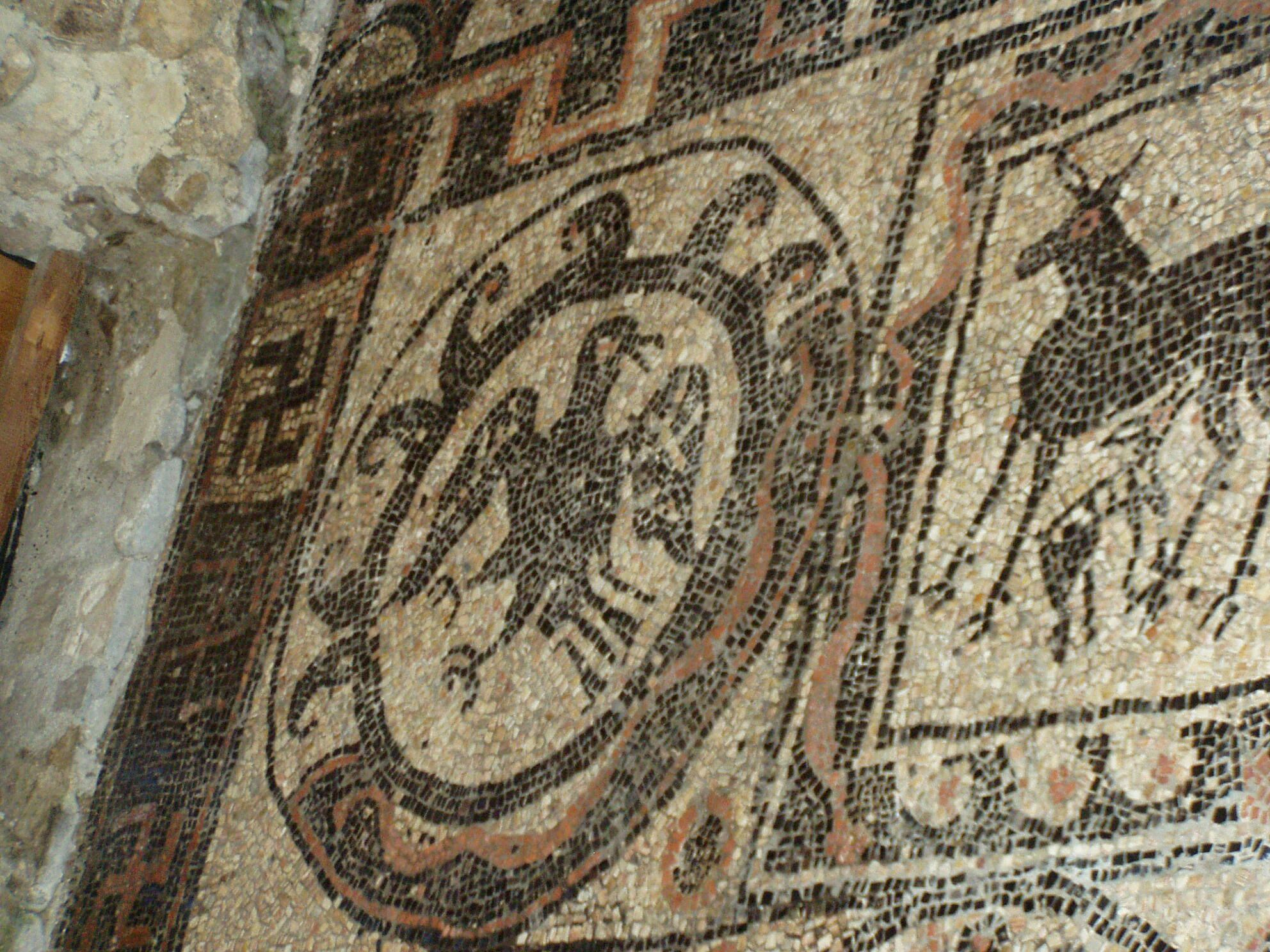
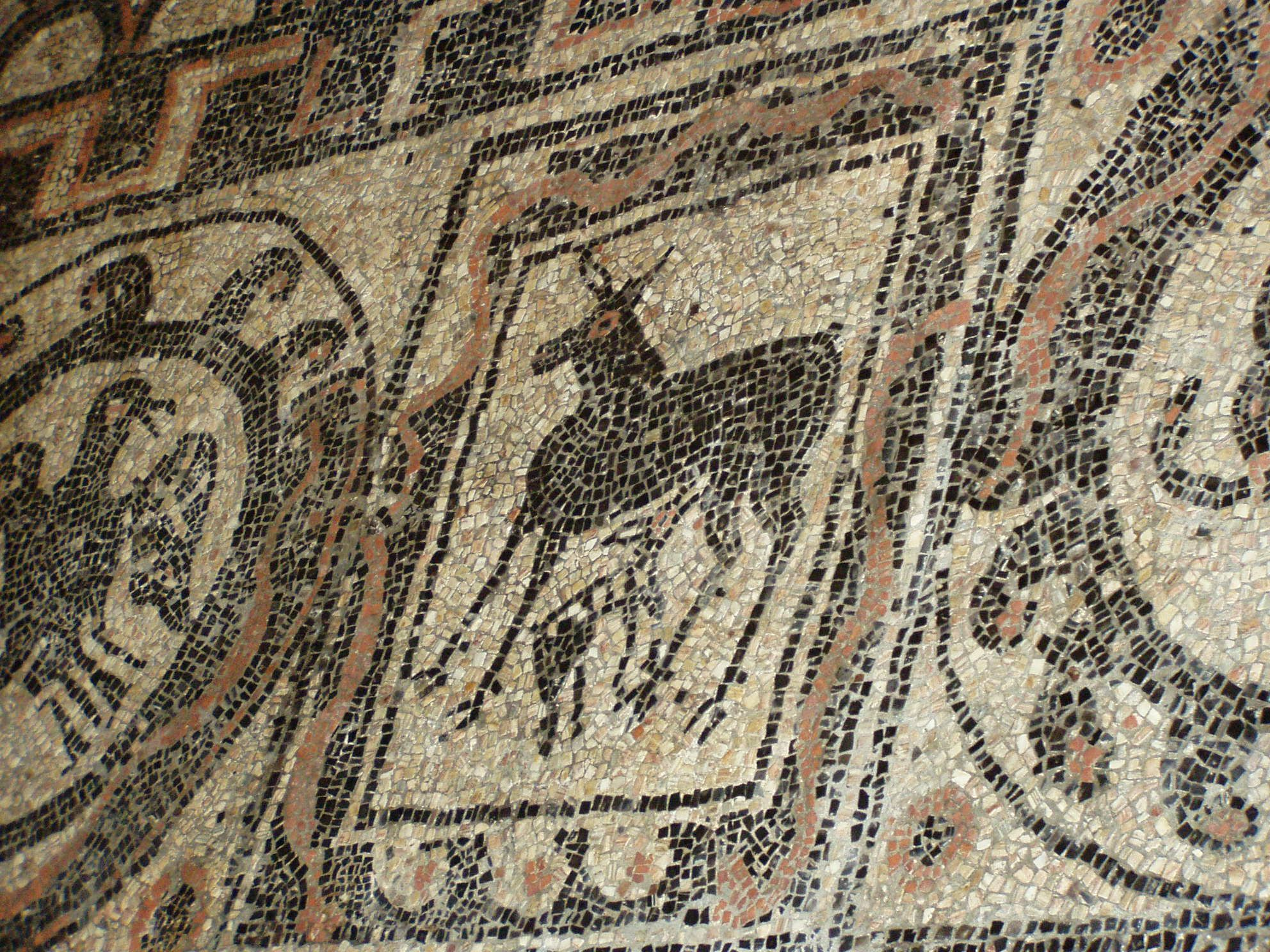
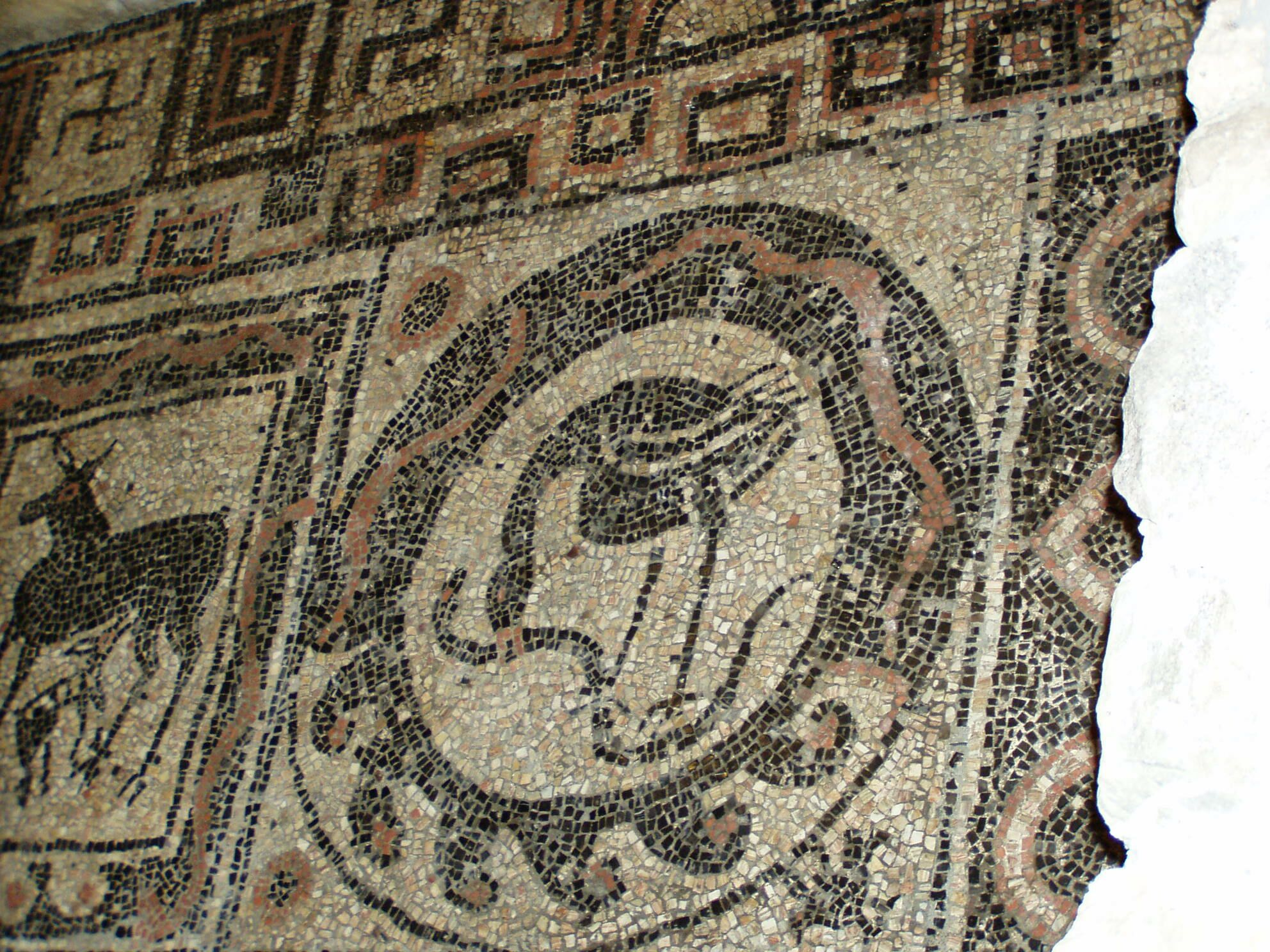